# 슬로보단 라이코비치
슬로보단 라이코비치(세르비아어: Слободан Рајковић, 1989년 2월 3일 ~ )는 세르비아의 전 프로 축구 선수로 센터백으로 활약했다.

## 구단 경력
베오그라드에서 태어난 라이코비치는 OFK 베오그라드에서 선수 생활을 시작했다. 그는 15살의 나이에 클럽의 1군에 포함되었다. 1군에서의 두 번째 시즌 동안, 라이코비치의 명성은 2005년 11월, 잉글랜드 프리미어리그의 첼시는 16살의 센터 하프를 위해 2백만 유로를 지불하기로 결정했다.
계약 조건에 따라, 라이코비치는 2006-07 시즌이 끝날 때까지 OFK 베오그라드에 임대되었다.

### 첼시
2011-12 시즌을 앞두고 안드레 빌라스보아스 신임 감독의 요청으로 첼시로 복귀한 라이코비치는 2011년 7월 12일, 첼시의 코밤 트레이닝 센터에서 열린 위컴 원더러스와의 친선 경기에서 첼시 유니폼을 입고 첫 경기를 치렀다. 그는 후반전에 출전해 유리 지르코프의 코너킥을 성공시키며 팀의 세 번째 골을 기록했다.
첼시와 계약한 지 4년이 지난 후에도 라이코비치는 여전히 취업 허가나 유럽 연합 여권을 받을 자격이 없어 대중에게 공개된 경기에 출전할 수 없었다(따라서 그는 위컴과 비공개 경기에 출전했지만 포츠머스와의 경기에는 출전할 수 없었던 이유). 하지만, 그는 마침내 말레이시아 XI와의 프리 시즌 친선 경기에서 데뷔 전을 치렀고, 그는 전반전 내내 경기를 했다. 그는 또한 홍콩에서 열린 2011 바클레이스 아시아 트로피에서 킷치 SC를 상대로 경기를 펼쳤다.

### 함부르거 SV
2011년 8월 23일, 라이코비치는 독일 분데스리가의 함부르거 SV와 4년 계약을 맺고 200만 유로에 이적했다. 그는 4년 동안 팀의 주전 자리를 꿰찼고, 모든 대회에 46경기 출전하는데 그쳤다.

### 페루자
2020년 1월 27일, 라이코비치는 세리에 B의 페루자와 자유이적 2년 6개월 계약을 맺었다.

### 로코모티프 모스크바
2020년 8월 13일 러시아 프리미어리그의 FC 로코모티프 모스크바와 1년 계약을 체결하였고, 2021년 1월 19일 상호 합의로 로코모티프 계약이 종료되었다.

### MTK 부다페스트
2022년 1월 10일, 라이코비치는 헝가리의 MTK 부다페스트와 계약했다.

## 국가대표팀 경력
16세가 되었을 때, 라이코비치는 세르비아 U-21 국가대표팀의 주전으로 활약하였고, 이후 UEFA U-21 축구 선수권 대회의 예선전에 출전한 역대 최연소 선수가 되었다. 2007년 6월 17일, 세르비아 U-21 국가대표팀이 준우승을 차지한 UEFA U-21 축구 선수권 대회에서 라이코비치는 논란의 여지가 있는 잉글랜드의 두 번째 골의 일부였다. 그는 바닥에 누워 부상을 입었고, 세르비아 선수들은 경쟁자들이 공을 경기장 밖으로 차버릴 것으로 예상했지만, 매트 더비셔는 당황한 세르비아 수비수를 상대로 이 날 밤 잉글랜드의 두 번째 골을 넣으며 세르비아 선수들의 격동적인 반응을 자극했다. 라이코비치는 2년이 넘는 시간 후인 2016년 세르비아 국가대표팀 경기에 소집되었다.